# Helmut Koopmann
Helmut Koopmann (* 15. Juni 1933 in Bochum) ist ein deutscher Literaturwissenschaftler, der jahrzehntelang Professor für Neuere Deutsche Literatur an der Universität Augsburg war und sich intensiv mit dem Werk Heinrich Heines, Friedrich Schillers, Bertolt Brechts und vor allem der Brüder Heinrich und Thomas Mann beschäftigt.

## Leben
Helmut Koopmann wurde in Bochum geboren und wuchs in Norden (Ostfriesland) auf, wo er 1952 am Ulrichsgymnasium das Abitur machte. Nach einem Studium der Germanistik, Anglistik und Philosophie in Bonn und Münster promovierte er 1960 in Bonn bei Benno von Wiese mit einer Arbeit über die Romane Thomas Manns, der weiterhin im Zentrum von Koopmanns wissenschaftlichem Werk blieb.
Seit 1961 war Koopmann Assistent Benno von Wieses und habilitierte sich 1968 mit einer Schrift über das Junge Deutschland. Ein Jahr später wurde Koopmann mit 36 Jahren Professor für Neuere deutsche Philologie in Bonn und wechselte 1974 an die Universität Augsburg als Ordinarius für Neuere deutsche Literaturwissenschaft.
Er nahm Rufe an die Harvard University und die Freie Universität Berlin nicht an und blieb bis zu seiner Emeritierung in Augsburg, wo er zu einer „kulturellen Institution“ über die Grenzen der universitären Öffentlichkeit hinaus wurde, ein „Leuchtturm“ der Universität. Zugleich war Koopmann immer wieder als Gastdozent im Ausland tätig, darunter mehrfach in den USA, in Indien, Italien und an der Randse Afrikaanse Universiteit im südafrikanischen Johannesburg, die ihm 1998 die Ehrendoktorwürde verlieh.
Koopmanns Forschungsschwerpunkt liegt auf der Literatur des 18. bis 20. Jahrhunderts; besonders stark hat er sich mit der Literatur des 18. Jahrhunderts, der Jahrhundertwende und der Nachkriegszeit in Deutschland beschäftigt. Er war Vorsitzender der Eichendorff-Gesellschaft sowie der Heinrich-von-Kleist-Gesellschaft (1992–1996) und stand dem Arbeitskreis Heinrich Mann von 1978 bis 1996 vor. Seit 1987 hat er zudem den Vorsitz im Bewilligungsausschuss der VG Wort inne. Koopmann gehört dem Herausgebergremium mehrerer Fachzeitschriften an, unter anderem der Acta Germanica und des Jahrbuch der Association for German Studies in Südafrika. Seit 2001 ist Koopmann emeritiert.

## Veröffentlichungen (Auswahl)
Eine Auswahl seiner Publikationen bis 1999 findet sich im Germanistenverzeichnis der Universität Erlangen und eine vollständige Liste in der Festschrift zu seinem 75. Geburtstag. Insgesamt hat Koopmann mehr als 15 selbstständige Schriften und 180 Aufsätze veröffentlicht, Gesamtausgaben von Eichendorff und Kleist sowie Handbücher zu Schiller und Thomas Mann herausgegeben. In Auswahl:
- Die Entwicklung des ,intellektualen Romans‘ bei Thomas Mann. Untersuchungen zur Struktur von Buddenbrooks, Königliche Hoheit und Zauberberg. Bouvier, Bonn 1962.
- Friedrich Schiller, 2 Bände, Metzlersche Verlagsbuchhandlung 1966, 2. Auflage 1977
- (Hrsg. mit Beatrix Bludau und Eckhard Heftrich): Thomas Mann 1875–1975. Vorträge in München–Zürich–Lübeck, Frankfurt am Main 1977.
- Das Junge Deutschland. Analyse seines Selbstverständnisses. Metzler, Stuttgart 1970.
- (Hrsg.): Heinrich Heine. Historisch-kritische Gesamtausgabe der Werke. Band 11: Ludwig Börne. Eine Denkschrift und kleinere politische Schriften. Hoffmann & Campe, Hamburg 1978.
- (Hrsg. u. a.): Bertolt Brecht – Aspekte seines Werkes, Spuren seiner Wirkung. Vögel, München 1983. 2., erweiterte Auflage. 1994.
- (Hrsg. u. a.): Sämtliche Werke des Freiherrn Joseph von Eichendorff. Historisch-kritische Ausgabe. Begründet von Wilhelm Kosch und August Sauer, fortgeführt und herausgegeben von Hermann Kunisch und Helmut Koopmann. Max Niemeyer, Tübingen 1984 ff.
- (Hrsg.): Thomas-Mann-Handbuch. Kröner, Stuttgart 1990. 3., aktualisierte Auflage. 2001.
- Heinrich von Kleist. Sämtliche Werke. Nach dem Text der Ausgabe letzter Hand. Mit Nachwort, Anmerkungen und Zeittafel von Helmut Koopmann. Artemis & Winkler, München 1994.
- (Hrsg.): Schiller-Handbuch. Kröner, Stuttgart 1998. 2., durchgesehene und aktualisierte Auflage. 2011, ISBN 978-3-534-24548-2.
- Schillers Leben in Briefen. Böhlau, Weimar 2000.
- Goethe und Frau von Stein. Geschichte einer Liebe. Beck, München 2002.
- (Hrsg.): Friedrich Schiller. Die großen Dramen. Herausgegeben und mit einem Nachwort versehen von Helmut Koopmann. Artemis & Winkler, Düsseldorf, Zürich 2005.
- Thomas Mann – Heinrich Mann. Die ungleichen Brüder. Beck, München 2005.
- Nachgefragt: Zur deutschen Literatur aus dem 18. und 19. Jahrhundert. Klostermann, Frankfurt am Main 2013, ISBN 978-3-465-03770-5 (Festgabe zum 80. Geburtstag mit ausgewählten Schriften, Mitteilung der Universität).
- Willkomm und Abschied. Goethe und Friederike Brion. Beck, München 2014, ISBN 978-3-406-65998-0.